# Kupres (Republika Srpska)
Kupres (in serbo Купрес) è un comune della Republika Srpska, in Bosnia ed Erzegovina, con 320 abitanti al censimento 2013.
È la parte del comune di Kupres che in seguito agli Accordi di Dayton è amministrata dalla Republika Srpska. La maggior parte del comune prebellico di Kupres è rimasto all'interno della Federazione di Bosnia ed Erzegovina come comune di Kupres (FBiH).

## Località
Il comune è formato dall'insieme delle seguenti località:
Barjamovci · Begovo Selo · Bili Potok · Blagaj · Botun · Brda · Bućovača · Donje Ravno · Donje Vukovsko · Donji Malovan · Goravci · Gornje Ravno · Gornje Vukovsko · Gornji Malovan · Kudilji · Kukavice · Kupres · Kute · Mlakva · Mrđanovci · Mrđebare · Mušić · Novo Selo · Odžak · Olovo · Osmanlije · Otinovci · Rastičevo · Rilić · Stražbenica · Suhova · Šemenovci · Vrila · Zanaglina · Zlosela i Zvirnjača.